# Борув-Великий
Борув-Великий (пол. Borów Wielki, нім. Großenborau) — село в Польщі, у гміні Нове Мястечко Новосольського повіту Любуського воєводства. Населення — 667 осіб (2011).
У 1975—1998 роках село належало до Зеленогурського воєводства.

## Демографія
Демографічна структура станом на 31 березня 2011 року:
|          | Загалом | Допрацездатний вік | Працездатний вік | Постпрацездатний вік |
| -------- | ------- | ------------------ | ---------------- | -------------------- |
| Чоловіки | 340     | 79                 | 231              | 30                   |
| Жінки    | 327     | 71                 | 197              | 59                   |
| Разом    | 667     | 150                | 428              | 89                   |